# Nicolae Zamfirescu
Nicolae Zamfirescu (n. 1 februarie 1899, Iași – d. 3 februarie 1977, Iași) a fost un fitotehnist, agronom și profesor universitar român, membru corespondent al Academiei Române, membru de onoare al Academiei de Științe Agricole din România și unul dintre cei mai importanți specialiști în fitotehnie ai secolului XX din România. A contribuit semnificativ la dezvoltarea învățământului agronomic superior și a cercetării agricole, fiind autorul unor lucrări de referință, precum Bazele biologice ale producției vegetale (1976).

## Biografie
Nicolae Zamfirescu s-a născut la 1 februarie 1899, la Iași, fiind unul dintre puținii oameni de seamă ai științelor agricole provenind din mediul citadin. A absolvit cursurile primare și liceul la „Liceul Internat” din Iași în 1917, iar apoi s-a înscris la „Secțiunea de științe agricole” a Facultății de Științe de la Universitatea din Iași. A fost un student eminent, apreciat de profesori, în special de Haralamb Vasiliu, care l-a reținut ca asistent pentru disciplina de Fitotehnie în 1921, la scurt timp după absolvire. În paralel cu studiile agronomice, Zamfirescu a urmat și cursurile Facultății de Drept, obținând o instruire solidă în acest domeniu.
Între 1926 și 1928, a beneficiat de o bursă pentru perfecționarea studiilor la „Școala Superioară de Agricultură” din Viena, Austria, unde a participat activ la viața culturală a orașului. Studiile agronomice, juridice și experiența din Austria au avut o influență majoră asupra formării sale intelectuale, transformându-l într-o persoană sobră, cultivată, punctuală, corectă în relațiile interumane, exigentă cu sine și cu colaboratorii, și dedicată muncii de calitate.
După întoarcerea din Austria, la doar 28 de ani, Zamfirescu a devenit cel mai tânăr titular de curs la disciplina de Fitotehnie din învățământul agricol superior românesc, ocupând poziția de conferențiar suplinitor. În 1933, a fost titularizat și a făcut parte din corpul didactic al Facultății de Agronomie din Iași, care s-a mutat temporar la Chișinău (1933), apoi la Geoagiu (1944), revenind la Iași în 1945. A ocupat funcția de decan al facultății în perioada 1940-1941, demonstrând aptitudini de conducător. În 1948, a devenit profesor titular, iar între 1951 și 1952 a fost rector al Institutului Agronomic „Ion Ionescu de la Brad” din Iași.
În 1952, în urma reformei învățământului din 1948, Zamfirescu a fost transferat ca profesor de Fitotehnie și șef de catedră la Institutul Agronomic „N. Bălcescu” din București. În primii ani la București, a deținut și funcția de director general al învățământului în Ministerul Agriculturii. Între 1956 și 1959, a condus Institutul Agronomic din București, contribuind la reforme majore în structura specialităților, planurile de învățământ, programele școlare și dezvoltarea bazei materiale, punând bazele pentru realizările ulterioare ale lui Gheorghe Bâlteanu și Tiberiu Mureșan.
Zamfirescu a fost pensionat în 1970, la vârsta de 70 de ani, dar a continuat să îndrume doctoranzi și să participe la acordarea titlului de „docent” pentru cercetători și cadre didactice până spre sfârșitul vieții. A murit la 3 februarie 1977, în Iași, la 78 de ani, fiind înmormântat în același oraș.

## Activitate științifică
Nicolae Zamfirescu a fost unul dintre liderii fitotehniștilor români, contribuind semnificativ la progresul agriculturii prin cercetările sale în domeniul fiziologiei plantelor și al fitotehniei. Deși nu a lăsat un număr mare de lucrări științifice bazate pe cercetări proprii, cele publicate poartă amprenta originalității. Cercetările sale pot fi grupate în mai multe categorii: studii privind fertilizarea culturilor, absorbția elementelor nutritive la plante, cerințele de vegetație ale plantelor de cultură, cercetări cu microelemente și îndrumări tehnice pentru cultivatori.
A realizat studii aprofundate asupra absorbției elementelor nutritive, evidențiind praguri de temperatură pentru absorbția optimă a fosforului: 30°C pentru mazăre și soia, 25°C pentru năut. Cercetările sale privind absorbția fosforului la porumb au arătat că aceasta începe slab la 4°C, atingând un nivel optim la 39°C, iar rădăcina absoarbe de trei ori mai puțin fosfor la 18°C față de 39°C. De asemenea, a studiat interacțiunea elementelor nutritive (N, P, K) la grâu de toamnă și influența îngrășămintelor asupra producției de soia, demonstrând că aplicarea întârziată a azotului (după 30 de zile) favorizează un spor de producție de 44-64%.
Zamfirescu a fost un profesor exigent, cunoscut pentru rigoarea sa în examinări, în special la „examenul de stat” pentru agronomi din anii 1960-1970, considerat o probă de mare dificultate. A îndrumat doctoranzi și a participat la acordarea titlului de „docent” până spre sfârșitul vieții, fiind un model de verticalitate și profesionalism.

## Lucrări
Nicolae Zamfirescu a coordonat lucrarea Fitotehnie în trei volume (1959), reeditată în două volume în 1965, în colaborare cu V. Velican, N. Săulescu, I. Safta și F. Canțăr. În prima ediție, a contribuit la introducerea în fitotehnia cerealelor, secară, orz, ovăz și leguminoase pentru boabe, iar în a doua ediție a abordat și bumbacul, tutunul și curcubitaceele. Lucrarea a fost bine primită în cercurile academice europene, fiind considerată superioară altor tratate de fitotehnie ale vremii, precum cel al lui Iakușkin.
Una dintre cele mai importante contribuții ale sale este Bazele biologice ale producției vegetale (1976), publicată la Editura Ceres, considerată una dintre cele mai reușite lucrări de acest fel pe plan mondial. Structurată în trei părți și nouă capitole, lucrarea abordează mecanismul elaborării materiei vegetale, etnogeneza plantelor cultivate, productivitatea, fotosistemul, solul și ameliorarea însușirilor sale trofice și hidrice. Bazată pe o bibliografie de 270 de titluri, lucrarea se distinge prin originalitate și un limbaj elevat.
A publicat și lucrări practice pentru cultivatori, precum Cultura ovăzului (1951), Cum putem obține recolte bogate de porumb (1956) și Sporirea producției furajere prin cultivarea plantelor în miriști (1960), scrise într-un limbaj accesibil țăranilor. Alte lucrări științifice includ studii despre fertilizarea culturilor și absorbția elementelor nutritive, precum Cercetări asupra interacțiunii elementelor nutritive în condițiile îngrășării cu N P K la grâu de toamnă (1964) și Cercetări privind influența îngrășării aplicate în doze crescânde asupra producției la soia (1968).
O selecție a lucrărilor sale include:
- „Cercetări asupra absorbției apei prin părțile aeriene ale plantelor”, Bul. Min. Agr., 1931
- „Untersuchungen uber Kalkammonsalpeter”, I. G. Fortschitte der Landw., Viena, 1931
- „Influența temperaturii asupra absorbției substanțelor nutritive (absorbția fosforului)”, Bul. Fac. Agricole Chișinău, 1936
- „Influența temperaturii asupra absorbției substanțelor nutritive (asupra azotului și calciului)”, Bul. Fac. Agricole Chișinău, 1937
- „Interpretarea culturilor comparative prin metoda biologic-analitică”, Bul. Acad. RPR, 1950
- „Observații asupra adâncimii de îngropare a îngrășămintelor pe cernoziom levigat”, Bul. Acad. RPR, Iași, 1953
- „Observații la întrebuințarea gunoiului de grajd în stepă”, Probleme Agricole, nr. 12, 1953
- Fitotehnie, vol. I, II, III, Editura Agrosilvică, București, 1959
- „Influența temperaturii asupra absorbției fosforului la porumb determinată cu ajutorul fosforului radioactiv P32”, Studii și cercetări de biologie, Acad. RPR, 1960
- „Sporirea producției de furaje prin cultivarea plantelor în miriște”, Probleme agricole, București, 1960
- „Influența temperaturii asupra absorbției fosforului la soia, năut, bumbac și ricin determinată cu izotopul P32”, Bul. IANB, 1961 (cu Gh. Bâlteanu și St. Urtila)
- „Cercetări asupra interacțiunii elementelor nutritive în condițiile îngrășării cu N P K la grâu de toamnă”, Bul. IANB, 1964 (cu M. Ionescu și Vlad Ionescu Sisești)
- Fitotehnie, Ediția a II-a, Editura Agrosilvică, București, 1965
- „Cercetări privind influența îngrășării aplicate în doze crescânde asupra producției la soia”, Lucrări științifice, IANB S.A., 1968 (cu Olga Nica)
- Bazele biologice ale producției vegetale, Editura Ceres, 1976

## Contribuții suplimentare
Zamfirescu a adus contribuții importante în domeniul fiziologiei plantelor, punând bazele pentru studiul nutriției extraradiculare prin cercetările sale asupra absorbției apei prin organele aeriene ale plantelor, publicate în teza sa de doctorat din 1930. A fost un susținător al importanței fitotehniei ca disciplină fundamentală în formarea agronomilor, subliniind rolul producției vegetale ca „coloană vertebrală” a agriculturii.
De asemenea, a contribuit la popularizarea cunoștințelor agricole prin lucrări adresate cultivatorilor, oferind soluții practice pentru sporirea producției. A fost un admirator al profesorului Haralamb Vasiliu, căruia i-a dedicat un material omagial intitulat Haralamb Vasiliu - omul și opera, publicat cu ocazia celebrării a 50 de ani de învățământ agronomic superior la Iași.

## Premii și recunoaștere
Nicolae Zamfirescu a fost distins cu titlul de „Profesor universitar emerit” în perioada lui Gheorghiu-Dej, una dintre rarele ocazii când această distincție a fost acordată în România. În 1968, a primit titlul de „Doctor docent”, iar ulterior a fost numit membru de onoare al Academiei de Științe Agricole din România și membru corespondent al Academiei Române. Cu toate acestea, nu a fost copleșit de onoruri în timpul vieții, trăind modest și stingându-se aproape uitat.

## Familie
Nu există informații disponibile despre familia lui Nicolae Zamfirescu.